# Asigurarea calității
Asigurarea calității (engleză quality assurance, franceză assurance qualité, rusă obespecenie kacestva) este un concept care include ansamblul activităților planificate și sistematice implementate în cadrul sistemului calității și demonstrate (dovedite, probate) ca fiind necesare pentru generarea încrederii corespunzătoare în faptul că o entitate va satisface cerințele referitoare la calitate. 
Conceptul de asigurarea calității apare în anul 1950 în SUA și a fost aplicat în primul rând în industria spațială și în cea nucleară, apoi s-a extins în alte domenii prin apariția familiei de standarde ISO 9000.
Asigurarea calității poate fi furnizată propriei conduceri a organizației care execută produse sau servicii (asigurarea internă a calității), ori poate fi furnizată în situații contractuale clienților sau beneficiarilor care nu sunt implicați activ în realizarea produselor/serviciilor (asigurarea externă a calității).
Asigurarea calității nu se referă numai la fabricație, ci poate fi aplicată la orice activități comerciale/de afaceri și la activități care nu sunt de afaceri, incluzând proiectarea, consultanța, activități bancare (banking), servicii publice, asigurări, software de calculator, dezvoltare, comerț cu amănuntul, investiții, transport, educație și traduceri.

## Conținutul funcției de asigurare a calității
Funcția de asigurare a calității se referă la ansamblul activităților preventive prin care se urmărește în mod sistematic să se asigure corectitudinea și eficacitatea activităților de planificare, organizare, coordonare și ținere sub control a calității, în scopul de a garanta obținerea rezultatelor proceselor sau produselor la nivelul calitativ dorit. Aceste activități se desfășoară în paralel cu activitățile celorlalte funcții ale managementului calității.
In conformitate cu Vocabularul de asigurare a calității, elaborat sub egida UNESCO-CEPES, asigurarea calității este un „termen atot-cuprinzător care se referă la procesul în desfășurare, continuu, de evaluare (apreciere, monitorizare, garantare, menținere și îmbunătățire) a calității” [unei entități]. Ca mecanism regulator, asigurarea calității se concentrează  atât asupra responsabilității generale și specifice în domeniul calității cât și asupra îmbunătățirii acesteia, oferind informații și judecăți critice, printr-un proces convenit și consistent și criterii bine-definite.
O serie dintre activitățile din domeniul asigurării calității au ca scop prevenirea deficiențelor de calitate, prin avertizarea din timp asupra neconformităților, abaterilor, defectelor posibile. Asigurarea care oferă încrederea asupra obținerii calității dorite implică producerea de dovezi probatorii, se bazează pe fapte obținute prin observare, măsurare, încercare sau prin alte mijloace.
Pentru produsele simple, dovezile constituie de obicei metode de inspecție sau de testare a produsului. Pentru produsele complexe,dovezile nu se rezumă numai la datele provenite din inspecții și teste, ci și la analiza planurilor de asigurare a calității și la audituri ale calității, efectuate în scopul de a determina dacă activitățile referitoare la calitate satisfac dispozițiile prestabilite.
Trebuie remarcat că în concepția actuală, asigurarea calității se bazează în special pe măsuri preventive sub forma unor proceduri de control în toate etapele procesului de fabricație, începând de la concepția produsului și terminând cu livrarea acestuia către clienți.
Asigurarea calității este realizată prin astfel de mijloace cum sunt: managementul calității, controlul calității și evaluarea calității.
Controlul calității reprezintă tehnicile și activitățile operaționale utilizate pentru a îndeplini cerințele calității. Deseori, „asigurarea calității” și „controlul calității” sunt concepte utilizate interschimbabil, referindu-se la acțiunile efectuate pentru a asigura calitatea produsului, serviciului sau procesului. În timp ce asigurarea calității se referă la modul în care este efectuat un proces sau cum este realizat un produs, controlul calității înseamnă în mai mare măsură aspectul de inspecție al managementului calității. Se consideră că controlul calității trebuie înțeles ca o componentă a asigurării calității.

### Activitățile de asigurare a calității
În măsura în care asigurarea calității este axată pe procese de producție, acest concept include următoarele activități:
- determinarea cerințelor tehnice adecvate pentru intrările și ieșirile în procesele de producție;
- certificarea și evaluarea furnizorilor;
- testarea materialelor procurate pentru conformitatea acestora cu calitatea stabilită, cu standardele de performanță, siguranță și fiabilitate;
- recepția, stocarea și livrarea adecvate, a materialelor;
- auditul calității procesului;
- auditul produsului final pentru conformitatea cu cerințele tehnice, de fiabilitate, de mentenabilitate și de performanțe.

O sinteză a principalelor activități de asigurare a calității, într-o organizație producătoare de bunuri/produse, activități care sunt desfășurate în principalele etape ale realizării produsului se poate prezenta astfel:
- asigurarea calității în activitățile de marketing;
- asigurarea calității în cercetare, dezvoltare, proiectare, specificare;
- asigurarea calității în aprovizionare;
- asigurarea calității în procesele de producție sau de prestare a serviciilor;
- asigurarea calității inspecțiilor, verificărilor, încercărilor;
- calitatea ambalării, depozitării, transportului;
- asigurarea calității în activitățile de montaj (instalare) și service post-vânzare;
- asigurarea calității în compartimentul Resurse umane;
- asigurarea calității în compartimentul Administrativ;
- asigurarea calității în compartimentul Financiar-contabil etc.

### Cerințele ISO 9000 privind calitatea
ISO 9000 reprezintă un set de standarde internaționale privind calitatea. Seria ISO 9000 constă din următoarele documente: ISO 9000:2015 Sisteme de management al calității. Principii fundamentale și vocabular; ISO 9001:2015 Sisteme de management al calității. Cerințe; ISO 9004:2000 Sisteme de management al calității. Linii directoare pentru îmbunătățirea performanțelor.
Secțiunile principale ale ISO 9001:2015 sunt: 
- Cerințe privind sistemele și documentația de management al calității;
- Responsabilitatea managementului;
- Managementul resurselor;
- Planificarea, proiectarea și dezvoltarea, aprovizionare și realizarea produselor, inclusiv procesele referitoare la client și prestarea serviciilor;
- Măsurare, analiză și îmbunătățire.

## Intrări și ieșiri ale Asigurării Calității

### Intrările/inputuri ale Asigurării Calității
Sunt considerate ca intrări/inputuri ale Asigurării Calității:
- Planul de asigurare a calității, denumit și „plan de management al calității”, trebuie să descrie modul în care conducerea organizației va implementa politica sa privind calitatea, inclusiv obiectivele privitoare la calitate și angajamentele conducerii. Acest plan trebuie să conțină: Controlul Calității, Metrologie, Siguranță în funcționare, Fiabilitate, Analiza valorii, Perfecționare personal, Inspecții, Audit.

În terminologia standardelor din seria ISO 9000, acest plan trebuie  să descrie sistemul calității. Acest sistem (denumit și sistem de management al calității) este definit ca reprezentând „structura organizatorică, responsabilitățile, procedurile, procesele, activitățile și resursele necesare pentru a asigura capabilitatea organizației de a satisface cerințele de calitate.”
- Rezultatele măsurătorilor de control al calității. Măsurătorile de control al calității sunt specificate în înregistrări referitoare la controale, încercări și măsurători, într-un format corespunzător pentru comparare și analiză. Aceste înregistrări includ următoarele categorii de documente:

- rapoarte de control și încercări ale materialelor;
- rapoarte de control și încercări efectuate în diferite etape ale procesului de producție;
- înregistrări ale materialelor neconforme etc.
- Definiții operaționale. Aceste definiții descriu, în termeni foarte specifici, elementele sistemului calității, cerințele de calitate și cum sunt acestea măsurate în cadrul procesului de control al calității.

### Ieșirile/outputuri ale Asigurării Calității
- Îmbunătățirea calității. Activitățile de îmbunătățire a calității sunt o parte a managementului calității, concentrată pe creșterea abilității de a îndeplini cerințele calității. În vederea îmbunătățirii calității, organizația trebuie să identifice caracteristicile de calitate ale produselor/serviciilor a căror îmbunătățire va aduce cel mai mare beneficiu, atât organizației cât și clienților acesteia. Îmbunătățirea calității se realizează îndeosebi prin îmbunătățirea proceselor, prin creșterea eficacității și eficienței acestora.

Pașii care trebuie să fie parcurși pentru îmbunătățirea calității sunt următorii:
- dovedirea necesității îmbunătățirii prin evidențierea beneficiilor posibile datorită unui program de îmbunătățire;
- identificarea propunerilor de îmbunătățire;
- diagnosticarea cauzelor apariției defectelor în proiectare, fabricație etc.
- stabilirea remediilor necesare pentru eliminarea cauzelor defectelor și justificarea eficienței aplicării acestor remedii;
- aplicarea opțiunilor de îmbunătățire și controlul noilor proceduri de lucru, cu scopul ca beneficiile obținute prin îmbunătățire să continue în viitor.

În multe cazuri, introducerea îmbunătățirilor  calității va necesita pregătirea unor cerințe de schimbare sau adoptarea unor acțiuni corective și preventive care vor elimina sau reduce cauzele deficiențelor sau neconformităților produselor/serviciilor.
Necesitatea unor acțiuni corective pentru eliminarea cauzelor neconformităților sau deficiențelor poate decurge din surse de date cum sunt:
- audituri interne și/sau externe;
- rapoarte de neconformitate ale proceselor;
- analize efectuate de conducere;
- reclamații ale clienților referitoare la neconformități.

## Instrumente și tehnici pentru asigurarea calității
1. Instrumentele și tehnicile pentru planificarea calității pot fi utilizate, de asemenea, pentru asigurarea calității. Acestea sunt:
- Analiza cost/beneficiu. Procesul de planificare sau asigurare a calității trebuie să ia în considerare compromisurile cost/beneficiu. Beneficiul principal al îndeplinirii cerințelor calității constă în mai puține re-prelucrări (retușuri), ceea ce conduce la productivitate mai ridicată, costuri mai scăzute și satisfacție mărită a „părților interesate” (engleză stakeholders). Costul principal al îndeplinirii cerințelor calității este constituit din cheltuielile asociate cu activitățile de management al calității în organizație. Este o axiomă că în contextul de față beneficiile depășesc costurile.

- Benchmarking. Această tehnică implică compararea proceselor organizației cu procesele cu cel mai bun randament ale altor organizații, pentru a genera idei pentru îmbunătățire. Procesele luate ca termen de comparație pot fi din același domeniu de aplicație sau din alte domenii.

- Schema procesului tehnologic sau sistemului. O astfel de schemă de proces (engleză flowchart) este o diagramă care arată cum diferitele elemente ale procesului sau sistemului se află în corelație.

- Proiectarea experimentelor. Proiectarea experimentelor este o tehnică analitică ajutând la identificarea variabilelor care au cea mai mare influență asupra rezultatului general.

2. Auditul calității. Termenul de „audit” este preluat din limba engleză și înseamnă „examinare, revizie, evaluare”. Auditul este un proces de evaluare a calității prin care organisme neutre de auditare sau  persoane în numele clientului  asigură că: 1) au fost instituite procedurile programului de asigurare a calității sau că 2) procedurile de asigurare generală a calității (asigurare internă și asigurare externă) ale sistemului sunt adecvate și sunt implementate în realitate. Auditul ia în considerare sistemul pentru realizarea unei bune calități și nu însăși calitatea. Persoana calificată pentru efectuarea auditurilor calității (așa-numitul auditor) nu trebuie să aibă o responsabilitate directă în sectorul auditat sau asupra activităților care formează obiectul auditului. Auditurile sunt întreprinse pentru a satisface scopuri interne ale organizației, caz în care constituie un audit intern (denumit și audit de primă parte) sau scopuri externe, în acest caz termenul folosit este audit extern, numit în general de secundă parte și de terță parte. Auditurile de secundă parte sunt conduse de părți care au interes în organizație : clienți sau persoane în numele acestora. Auditurile de terță parte sunt conduse de organizații de auditare externe și independente, cum sunt cele care furnizează certificarea/înregistrarea conformității cu standardele din seria ISO 9000.

## Controlul calității proceselor
Controlul calității este o parte componentă a asigurării calității și managementului calității. Controlul calității proceselor are o semnificație largă, în sensul că organizația trebuie să identifice și să proiecteze procesele de producție, de montaj (instalare) și de service care influențează direct calitatea produsului final și trebuie să asigure că aceste procese se desfășoară în condiții controlate. Astfel de condiții controlate includ, după caz, controale adecvate pentru materiale, echipamente de producție, instalare și service aprobate, conformitatea cu standarde/coduri de referință, cu planuri ale calității, proceduri scrise și instrucțiuni de lucru, software pentru calculatoare, aprobări/autorizări adecvate ale proceselor etc.
Ținerea sub control a proceselor implică ținerea sub control a materialelor, trasabilitate și identificare, mentenanța echipamentelor, ținerea sub control a modificărilor procesului, stadiul verificărilor (produsul a fost verificat sau nu), produse neconforme.
Proiectarea de către organizație a proceselor de producție și a proceselor de instalare/montaj trebuie să ia în considerare condiții controlate dintre care fac parte:
- proceduri documentate care definesc metodele de producție, de instalare și de service, atunci când absența unor astfel de proceduri ar putea afecta calitatea produsului/serviciului.
- utilizarea echipamentelor corespunzătoare de producție, de instalare și pentru service existente și a unui mediu de lucru adecvat.
- conformitatea cu standarde sau coduri de referință, cu planurile calității și/sau cu proceduri documentate, elaborate în organizație;
- monitorizarea și controlul parametrilor adecvați ai proceselor și ale caracteristicilor adecvate ale produselor finale. Parametrii proceselor și caracteristicile adecvate ale produselor sunt înscrise în procedurile documentate ale proceselor și în instrucțiunile de lucru.
- aprobarea proceselor și a echipamentelor, după caz;
- criterii de execuție a produselor, care trebuie definite într-un mod practic și clar (de exemplu, prin norme scrise, prin mostre reprezentative sau prin ilustrații);
- mentenanța corespunzătoare a proceselor și echipamentelor pentru a se asigura capabilitatea proceselor, în sensul capacității proceselor de a realiza produsul în conformitate cu specificațiile.[6]

Un control tipic al proceselor de fabricație trebuie să fie constituit din:
- controlul procesului/produsului pentru detectarea abaterilor;
- analiza datelor de control pentru determinarea cauzelor abaterilor și a acțiunilor corective necesare;
- informarea operatorului de proces cu privire la măsurile corective luate (feedback);
- ajustarea corectivă a procesului.[7] Necesitatea unor acțiuni corective poate să rezulte din audituri interne sau externe, rapoarte de neconformități ale proceselor, analiza efectuată de conducere etc.

Pentru a implementa asigurarea calității proceselor și produselor într-o organizație se poate utiliza pe larg Integrarea modelelor de capabilitate și maturitate (engleză Capability Maturity Model Integration - CMMI). Nivelurile de maturitate ale CMMI pot fi împărțite în cinci faze de evoluție sau niveluri de capabilitate și maturitate, pe care o organizație le poate parcurge prin efectuarea de activități specifice în organizație, în procesul de dezvoltare de noi produse.

### Activități de control al calității proceselor și produselor
Controlul calității constă din inspecții și încercări în timpul fabricației și după aceasta, și au ca scop asigurarea conformității produsului cu cerințele calității. Principalele activități desfășurate în cadrul procesului managerial de control al calității produselor și proceselor sunt următoarele:
- instituirea controlului calității prin organizarea unor „posturi de verificare a calității” în scopul confirmării conformității cu cerințele de calitate, în diferite puncte ale procesului de fabricație;
- întreținerea și etalonarea echipamentelor și instrumentelor de control utilizate în etapele procesului de fabricație;
- investigarea naturii defectelor și acordarea asistenței în rezolvarea problemelor calității în timpul procesului de fabricație;
- implementarea măsurilor de control al calității pentru perioada de depozitare a produselor;
- organizarea unui laborator de încercări- verificări-analize care să efectueze încercările și analizele specificate;
- organizarea verificărilor intermediare și interoperații sau a verificării la locul realizării operațiilor tehnologice, atunci când este necesar;
- efectuarea verificării finale pentru evaluarea calității produsului finit și a eficienței măsurilor de control al calității;
- verificarea calității ambalării pentru a asigura rezistența produsului la deteriorări posibile în cursul transportului;
- analiza și încercarea-verificarea produselor pentru care s-au primit reclamații de la clienți;
- recepționarea la compartimentul de control tehnic al calității (CTC)  a informațiilor referitoare la defecte și reclamații din partea clienților.

### Selectarea tehnicilor pentru controlul proceselor de fabricație
Controlul proceselor de fabricație a fost ridicat la rangul de componentă majoră a asigurării calității în anii '50 ai secolului trecut. Există  o serie de tehnici uzuale pentru controlul proceselor de fabricație, după cum urmează:
- autoinspecția (autocontrolul) reprezintă inspecția efectuată de executant asupra calității propriei lucrări, prin măsurare, examinare, încercare sau verificare a unor caracteristici de calitate. Autoinspecția nu exclude controlul organului de control specializat;
- controlul integral se folosește în cazuri deosebite și prezintă următoarele particularități: a) este neeconomic ca timp și cost; b) nu se poate aplica în cazul controlului distructiv; c) din cauza repetabilității este obositor și duce la neatenție;
- controlul prin sondaj implică verificarea unui număr relativ mic de exemplare (5...20%) din loturile de produse realizate, imediat după terminarea fabricării lor și se folosește în general pentru procesele care nu necesită precizie foarte mare, ca de exemplu presarea, turnarea, procese chimice continue, filarea, țeserea etc;
- controlul în cursul fabricației presupune inspecția (măsurarea, verificarea) unui produs după fiecare operație sau grup de operații la care se obțin caracteristici de calitate importante;
- tehnici statistice pentru controlul proceselor sunt folosite pe scară largă în cazul producției de serie mare și de masă și permit observarea în timp util, pe parcursul desfășurării procesului, a abaterii caracteristicii de calitate urmărite, de la valorile impuse prin specificații. În urma aplicării unor tehnici statistice de control va fi posibilă dirijarea proceselor prin depistarea și înlăturarea din proces a factorilor care pot provoca aceste abateri. Dintre tehnicile statistice fac parte histograme, diagrama Pareto, diagrama Ishikawa, analiza prin stratificare, diagrame de corelație, fișe de control statistic al calității etc.
- inspecții și încercări finale. Controlul final și încercările finale sunt  activități importante în cadrul asigurării calității, deoarece reprezintă o șansă importantă a producătorului de a verifica în mod complet conformitatea produselor cu cerințele clienților.

Producătorul trebuie să efectueze toate inspecțiile, încercările finale și verificări ale funcționării , în conformitate cu planul calității și/sau cu procedurile documentate pentru a finaliza dovezile de conformitatea produsului finit cu condițiile specificate. Planul calității și/sau procedurile documentate pentru inspecțiile și încercările finale trebuie să impună ca toate inspecțiile și încercările specificate, inclusiv cele specificate fie la recepția/primirea produsului, fie în cursul fabricației acestuia să fie efectuate și ca rezultatele controalelor și încercărilor să satisfacă condițiile specificate.

### Procedura de control
Standardul SR EN ISO 9002: 1995  precizează că producătorul trebuie:
- să stabilească măsurările care urmează să fie efectuate și exactitatea cerută și să selecteze echipamentul de inspecție, măsurare și încercare adecvat care este capabil să asigure exactitatea și fidelitatea necesare;
- să identifice toate echipamentele de inspecție, măsurare și încercare care pot influența calitatea produsului; aceste echipamente trebuie să fie etalonate și ajustate la intervale prestabilite sau înainte de utilizare;
- să definească procesul utilizat pentru etalonarea echipamentelor de inspecție, măsurare, încercare;
- să mențină înregistrările referitoare la etalonarea echipamentelor de inspecție, măsurare, încercare;
- să se asigure că există condițiile de mediu adecvate pentru etalonările, inspecțiile, măsurările și încercările care se efectuează;
- să protejeze mijloacele de inspecție, măsurare, încercare, inclusiv hardware-ul pentru încercare și software-ul pentru încercare, împotriva ajustărilor care ar putea invalida reglajele de etalonare.

## Metodă de evaluare a calității prin Demerite
Metoda Demerite sau metoda penalizării defectelor permite stabilirea nivelului global de calitate a produselor, executate într-o anumită perioadă de timp sau în cazul unei serii de produse, cu ajutorul unui indicator, „indicele demeritelor”, determinat pe baza „neconformităților” sau a defectelor descoperite la controlul final.
Denumirea metodei provine de la termenul francez démérite care înseamnă lipsa de merite, greșeală care trebuie sancționată.
Cazurile în care se recomandă aplicarea acestei metode de evaluare sunt următoarele:
- la stabilirea nivelului de calitate al produselor complexe și finite;
- în etapa finală a procesului de fabricație;
- la producția nedivizată în loturi de produse.

Metoda Demeritelor sau metoda penalizării defectelor permite evaluarea calității ținând cont de natura și importanța defectelor. Această metodă se pretează pentru orice metodă de control: integral, prin sondaj, pe fluxul de fabricație sau la recepția produselor. Este o metodă rapidă și ușor de utilizat, însă nu este cea mai precisă pentru evaluarea calității.

### Aplicarea metodei
Principiul metodei constă din clasificarea defectelor după consecințele/implicațiile acestora asupra produselor și adoptarea unui sistem de ponderi de penalizare (punctaje de demerite), corespunzătoare fiecărui tip de defect.
În general, defectele unui produs pot fi clasificate după natura lor în:
- defecte funcționale și structurale; acestea afectează caracteristicile de bază ale produsului, de regulă caracteristicile tehnice/funcționale, cantitative, măsurabile prin variabile;
- defecte de aspect: afectează caracteristici atributive;
- defecte de asamblare.

În cadrul fiecărei grupe se regăsesc patru clase de defecte, cu influențe diferite asupra comportării în funcționare a produsului analizat și care se diferențiază după importanță sau gravitate. Ponderile de penalizare (cifrele de pondere) sunt stabilite la valori cu atât mai mari cu cât gravitatea defectului este mai mare (defect critic, defect principal etc.). Cifrele de pondere fixate trebuie să fie cât mai simple, de exemplu: 1, 2, 5, 10, 20, 50.
Tipurile și definițiile celor patru clase de defecte sunt:
- defect critic (cod DC): defect care împiedică îndeplinirea funcției produsului și-l fac inutilizabil; provoacă avarii sau accidente grave;

- defect principal (cod DP): reduce posibilitățile de utilizare a produsului, provocând anumite neajunsuri beneficiarului, fără a-l face inutilizabil;

- defect secundar (cod DS): nu reduce posibilitățile de utilizare a produsului, dar poate conduce la funcționare sub parametrii proiectați;

- defect minor (cod DM): nu reduce posibilitățile de utilizare  a produsului, nu provoacă defecțiuni în funcționare.

Demeritul poate fi „obiectiv” („de referință”), atunci când valoarea sa D0 este fixată pe baza unei ipoteze asupra frecvenței admisibile a defectelor sau pe baza valorii medii obținute pe un anumit interval de timp.
Indicele demeritului ID este definit de raportul:
ID = D/D0
Dacă:
ID < 1 atunci calitatea este superioară celei de referință; o valoare scăzută a indicelui înseamnă o calitate a produsului mai ridicată;
ID > 1 atunci calitatea este inferioară celei de referință.
Ca niveluri de referință se iau:
- valoarea indicată  de firma care a acordat licența;
- valoarea lunii similare din anul precedent;
- valoarea obținută în prima perioadă de fabricație.

Metoda demeritelor se poate aplica cu succes în activitățile de analiză și evaluare a calității unui produs.

## Asigurarea calității în proiectare
Calitatea unui produs depinde în primul rând de proiectarea/planificarea calității. Planificarea calității constă dintr-un set de acțiuni care stabilesc obiectivele și condițiile referitoare la calitate, în evoluția de la idee la desenele de execuție ale produsului.
Scopul principal al proiectării este de a crea produse care vor satisface toate necesitățile clienților și care pot fi fabricate la costuri competitive. Proiectarea are un rol important în problema asigurării calității produselor sau serviciilor, iar o proiectare defectuoasă poate constitui o cauză majoră a apariției defectelor și neconformităților produsului.
Activitatea de proiectare a produselor necesită parcurgerea unei succesiuni de pași, după cum urmează:
- analiza cerințelor de calitate ale clienților (sau ale pieței);
- stabilirea caracteristicilor produselor, prin transformarea cerințelor clienților în parametri ai calității exprimați pe cât posibil în termeni tehnici cuantificați;
- proiectarea specificațiilor pentru ansambluri, subansambluri și componentele majore;
- verificarea preliminară a proiectului;
- modificarea proiectului în urma verificării acestuia și executarea unui prototip;
- încercarea și evaluarea prototipului, inclusiv probe de exploatare în condiții reale de utilizare;
- a doua avizare a proiectului;
- modificarea proiectului , dacă este necesar, executarea  și încercarea prototipurilor modificate;
- finalizarea documentației de proiectare și elaborarea specificațiilor complete pentru produs, inclusiv a programului încercărilor;
- desfășurarea producției pilot (seria zero);
- omologarea producției pilot și avizarea finală a proiectului;
- ajustarea proiectului pe baza analizei acestuia și lansarea în fabricație a produsului proiectat, pentru producția de serie.

### Date de intrare ale proiectării
Cerințele funcționale și de calitate ale produselor, dorite de clienți, constituie baza datelor de intrare ale proiectării. De regulă, datele de intrare ale proiectării produselor constă din:
- specificații ale condițiilor referitoare la produs;
- descrieri ale produsului care cuprind specificații referitoare la configurație, compoziție, elemente încorporate și alte caracteristici de proiectare.

Pentru diferite compartimente, datele de intrare tipice care pot contribui la procesul proiectării sunt următoarele:
- marketing - clarificarea specificațiilor clientului;
- aprovizionare - disponibilitate și costuri estimate pentru materiale sau componente alternative;
- tehnologic - asistență pentru caracteristicile speciale ale materialelor, buletine de încercări de la laboratoare de încercări;
- fiabilitate - informații despre calitatea componentelor, încercări speciale de fiabilitate;
- fabricație - capacitatea de prelucrare a mașinilor existente; asistență cu privire la toleranțe și întocmirea documentației;
- asigurarea calității - asistență cu privire la verificarea diferiților parametri ai calității în fazele producției;
- service/mentenanță - probleme de depozitare, manipulare și transport; satisfacerea condițiilor de mediu în timpul fabricării și depozitării.

### Date de ieșire ale proiectării
Datele de ieșire ale proiectării sunt:
- desene de execuție, de ansambluri și subansambluri și detalierea materialelor ce vor fi folosite;
- specificații tehnice pentru piese și ansambluri;
- instrucțiuni de lucru sau proceduri;
- software;
- proceduri de service.

Pe baza acestor date se va face procurarea materialelor, producția, controlul și verificarea produsului.

### Verificarea proiectului
Verificarea proiectului înseamnă evaluarea oficială, documentată și sistematică a acestuia, efectuată de persoane care nu sunt direct implicate în proiectare. Standardul ISO 9001 descrie patru măsuri prin care proiectele pot fi verificate:
- avizarea proiectelor;
- încercări de omologare a prototipului;
- variante de calcul, pentru a verifica corectitudinea calculelor inițiale;
- compararea proiectului cu un proiect similar, verificat în practică.

## Procesul de îmbunătățire a calității
Un proces de îmbunătățire a calității conține o serie de pași sau acțiuni care trebuie luate în considerare și efectuate. Procesele sau modelele de îmbunătățire pot varia de la o organizație la alta. Cel mai simplu proces este reprezentat de ciclul PDCA (Plan-Do-Check-Act), în traducere „planifică-execută-verifică-acționează.”
Modelul în 10 pași, descris de Nancy R. Tague este un  proces „generic” și constă în următorii pași:
1. Ce dorim să realizăm? Identificarea planului și eleborarea etapei inițiale.
2. Cui îi pasă și de ce îi pasă? Se identifică clienții și cerințele lor.
3. Cum și cât de bine procedăm? Se evaluează starea curentă.
4. Ce se poate îmbunătăți? Se definesc scopurile, diferențele dintre starea actuală și scopurile și oportunitățile de îmbunătățire.
5. Ce ne împiedică să îmbunătățim? Identificarea barierelor și cauzelor principale.
6. Ce schimbări se pot face pentru îmbunătățire? Se dezvoltă soluții și planuri de îmbunătățire.
7. Se trece la treabă! Se implementează soluția.
8. Cum ne-am descurcat? Mai faceți o încercare, dacă este necesar. Se monitorizează rezultatele. Se reîncepe de la zero, dacă este necesar.
9. Dacă soluția/planul a funcționat, cum putem să obținem aceleași rezultate de fiecare dată? Se standardizează.
10. Ce am învățat? Se finalizează proiectul, se identifică lecțiile învățate și se confirmă rezultatele.

## Calitatea serviciilor
Serviciul reprezintă o acțiune, o prestație prin care se obține o utilitate cu valoare economică sau socială pentru un terț. Elementul caracteristic al serviciului este absența din rezultatul serviciului a bunurilor materiale.
Teoria calității se aplică integral și serviciilor, dar cu următoarele particularități:
- În primul rând, cele trei perioade din ciclul de viață al unui serviciu, prestarea, vânzarea și utilizarea lui se desfășoară simultan și în prezența beneficiarului, existând o legătură directă între ei, clientul având posibilitatea să analizeze imediat calitatea serviciului.
- În al doilea rând, calitatea serviciului depinde și de comportamentul clienților. Pentru a beneficia de un serviciu din partea unui consilier, avocat sau medic  trebuie ca și clientul să ofere informații complete, iar pentru a beneficia de serviciile unei bănci sau societăți de asigurare clientul trebuie să folosească corect instrumentele la care are acces.
- În al treilea rând, serviciile nu se pot înmagazina (ca multe produse). Ele se desfășoară la cerere, iar prezența sau absența unor cereri simultane conduce la apariția timpilor de așteptare.
- În al patrulea rând, serviciile sunt mai puțin „vizibile” decât produsele, sunt intangibile, caracteristicile se estompează mai repede în timp, rămânând în mintea beneficiarului doar anumite aspecte.

### Caracteristicile tipologice și calitative ale serviciilor
Aprecierea serviciilor depinde de caracteristicile tipologice și caracteristicile calitative ale serviciilor.
Caracteristicile tipologice sunt funcție de criteriile „scop” și „mod de obținere”. Scopul este criteriul care clasifică serviciile în : servicii productive, servicii publice, servicii culturale, servicii economice. În conformitate cu standardul SR ISO 9004-2: 1994, serviciile cărora li se poate implementa un sistem al calității pot fi clasificate astfel:
- servicii cultural-turistice;
- servicii de comunicații: transporturi aeriene, rutiere, feroviare, maritime, telecomunicații, servicii poștale etc;
- servicii medicale; asigurarea calității în sistemul de sănătate este reglementată în România în Legea nr. 185/2017;
- servicii de întreținere și reparații, de exemplu reparații de autovehicule;
- servicii de utilitate publică: salubrizare, alimentare cu apă, gaze, energie termică, electricitate etc.;
- servicii comerciale;
- servicii financiare;
- servicii administrative;
- servicii științifice;
- servicii de aprovizionare.

Caracteristicile calitative sunt cele care permit compararea serviciilor. Cumpărătorii fac comparații între servicii similare și prețul nu mai este argumentul decisiv în alegerea serviciului.